# Olympische Jugend-Sommerspiele 2014/Teilnehmer (Chinese Taipei)
| Gelbes Symbol für Goldmedaillen mit stilisierten Olympischen Ringen | Graues Symbol für Silbermedaillen mit stilisierten Olympischen Ringen | Braundes Symbol für Bronzemedaillen mit stilisierten Olympischen Ringen |
| ------------------------------------------------------------------- | --------------------------------------------------------------------- | ----------------------------------------------------------------------- |
| 3                                                                   | 3                                                                     | 2                                                                       |

Die Jugend-Olympiamannschaft aus Chinese Taipei für die II. Olympischen Jugend-Sommerspiele vom 16. bis 28. August 2014 in Nanjing (Volksrepublik China) bestand aus 47 Athleten.

## Athleten nach Sportarten

### Badminton
| Mädchen - Lee Chia-hsin Einzel: 4. Platz Mixed: Silber (mit Kanta Tsuneyama Japan) | Jungen - Lu Chia-hung Einzel: 9. Platz Mixed: 5. Platz (mit Lee Ying Ying Malaysia) |

### Basketball
Mädchen
- 3x3: 11. Platz
- Huang Jou-chen
Shoot-out: 44. Platz
- Lee I-chian
Shoot-out: 36. Platz
- Lo Pin
Shoot-out: 26. Platz
- Su Yi-ching
Shoot-out: 50. Platz

### Beachvolleyball
Mädchen
- Pan Tzu-yi
- Song Yu-rong
17. Platz

### Bogenschießen
| Mädchen - Fang Tzu-yun Einzel: 9. Platz Mixed: 17. Platz (mit Nicholas Turner Australien) | Jungen - Han Yun-chien Einzel: 9. Platz Mixed: 7. Platz (mit Sviatlana Kazanskaya Belarus) |

### Boxen
Mädchen
- Huang Hsiao-wen
Fliegengewicht: 6. Platz
- Chen Nien-chin
Mittelgewicht: Silber

### Gewichtheben
| Mädchen - Chiang Nien-hsin Mittelgewicht: Gold | Jungen - Lai Yung-en Bantamgewicht: 6. Platz |

### Golf
| Mädchen - Cheng Ssu-chia Einzel: Silber Mixed: 5. Platz | Jungen - Yu Chun-an Einzel: 12. Platz Mixed: 5. Platz |

### Judo
| Mädchen - Wang Yu-jyun Klasse bis 78 kg: 9. Platz Mixed: Silber (im Team Geesink) | Jungen - Lo Yu-hsuan Klasse bis 81 kg: 17. Platz Mixed: 9. Platz (im Team Chochishvili) |

### Leichtathletik
| Mädchen - Liu Yu-chi 5 km Gehen: 12. Platz 8 × 100 m Mixed: 56. Platz - Li Ching-ching Hochsprung: 8. Platz 8 × 100 m Mixed: 39. Platz - Sheng Yi-ju Stabhochsprung: 12. Platz 8 × 100 m Mixed: 33. Platz - Wen Wan-ju Weitsprung: 12. Platz 8 × 100 m Mixed: 9. Platz - Chen Chueh-yi Diskuswurf: 13. Platz 8 × 100 m Mixed: 33. Platz | Jungen - Cheng Po-yu 100 m: 9. Platz 8 × 100 m Mixed: 19. Platz - Yang Chun-han 200 m: Bronze 8 × 100 m Mixed: 34. Platz - Chou Tzu-yao 400 m: 16. Platz 8 × 100 m Mixed: 24. Platz - Cheng Chi-hung 110 m Hürden: 17. Platz 8 × 100 m Mixed: 40. Platz - Huang Chien-kang 400 m Hürden: 13. Platz 8 × 100 m Mixed: 32. Platz - Zeng Ting-wei 2000 m Hindernis: 12. Platz 8 × 100 m Mixed: 46. Platz - Chang Wei-lin 10 km Gehen: 7. Platz 8 × 100 m Mixed: 49. Platz - Chen Yen-hung Hochsprung: 12. Platz 8 × 100 m Mixed: 24. Platz - Huang Chun-sheng Weitsprung: 7. Platz 8 × 100 m Mixed: 53. Platz |

### Schießen
| Mädchen - Chung Ting-yu Luftpistole 10 m: 16. Platz Mixed: 4. Platz (mit Sawen Igitjan Armenien) | Jungen - Lu Shao-chuan Luftgewehr 10 m: 7. Platz Mixed: Bronze (mit Wiktorija Suchorukowa Ukraine) |

### Schwimmen
| Mädchen - Teng Yu-wen 800 m Freistil: 20. Platz - Huang Wen-chi 50 m Brust: 22. Platz | Jungen - Cai Bing-rong 50 m Brust: 31. Platz 100 m Brust: 22. Platz 200 m Brust: 7. Platz - Chou Wei-liang 200 m Schmetterling: 13. Platz |

### Segeln
Jungen
- Wang Ting-yu
Windsurfen: 15. Platz

### Taekwondo
| Mädchen - Chen Zih-ting Klasse bis 44 kg: Bronze - Huang Huai-hsuan Klasse bis 49 kg: Gold | Jungen - Wang Chen-yu Klasse bis 48 kg: Silber - Huang Yu-jen Klasse bis 55 kg: Gold - Hou Kuang-wu Klasse bis 63 kg: 9. Platz |

### Tischtennis
| Mädchen - Chiu Ssu-hua Einzel: 5. Platz Mixed: 5. Platz | Jungen - Yang Heng-wei Einzel: 4. Platz Mixed: 5. Platz |

### Triathlon
Jungen
- Chi Yin-cheng
Einzel: 30. Platz
Mixed: 15. Platz (im Team Asien 3)